# Iodphenolblau
Iodphenolblau ist eine chemische Verbindung aus der Gruppe der Triphenylmethanfarbstoffe und ist mit dem Phenolphthalein verwandt. Es ist das Tetraiodderivat des Phenolrot. Es wird als Indikatorsubstanz verwendet und ändert seine Farbe von grün zu blau im pH-Wert-Bereich von 3,0 bis 4,8.